# Patrick Huisman
Patrick Huisman (Den Haag, Zuid-Holland, 23 de agosto de 1966) es un piloto de automovilismo neerlandés.
Ganó la Porsche Supercup cuatro veces entre 1997 y 2000. También ganó en su clase en las 24 Horas de Le Mans de 1999 y en las 12 Horas de Sebring, conduciendo para Porsche.
Es hermano mayor del también piloto Duncan Huisman.

## Resultados

### 24 Horas de Le Mans
| Año  | Equipo                  | Copilotos                 | Automóvil               | Clase | Vueltas | Pos. | Pos. Clase |
| ---- | ----------------------- | ------------------------- | ----------------------- | ----- | ------- | ---- | ---------- |
| 1994 | Konrad Motorsport       | Cor Euser Matiaz Tomlje   | Porsche 911 Carrera RSR | GT2   | 295     | 10.º | 3.º        |
| 1998 | France Viper Team Oreca | Karl Wendlinger Marc Duez | Chrysler Viper GTS-R    | GT2   | 28      | DNF  | DNF        |
| 1999 | Manthey Racing GmbH     | Uwe Alzen Luca Riccitelli | Porsche 911 GT3-R       | GT    | 317     | 13.º | 1.º        |
| 2000 | France Viper Team Oreca | Tommy Archer Marc Duez    | Chrysler Viper GTS-R    | GTS   | 324     | 12.º | 5.º        |

### Deutsche Tourenwagen Masters
(Clave) (negrita indica pole position) (cursiva indica vuelta rápida)
| Año  | Equipo         | Automóvil                 | 1         | 2          | 3         | 4         | 5         | 6        | 7         | 8         | 9          | 10        | 11         | 12        | 13        | 14        | 15        | 16        | 17        | 18        | 19         | 20         | Pos. | Puntos |
| ---- | -------------- | ------------------------- | --------- | ---------- | --------- | --------- | --------- | -------- | --------- | --------- | ---------- | --------- | ---------- | --------- | --------- | --------- | --------- | --------- | --------- | --------- | ---------- | ---------- | ---- | ------ |
| 2001 | Manthey Racing | AMG Mercedes CLK-DTM 2001 | HOC QR 16 | HOC CR Ret | NÜR QR 12 | NÜR CR 7  | OSC QR 7  | OSC CR 9 | SAC QR 5  | SAC CR 3  | NOR QR Ret | NOR CR 7  | LAU QR Ret | LAU CR 5  | NÜR QR 10 | NÜR CR 3  | A1R QR 12 | A1R CR 5  | ZAN QR 4  | ZAN CR 4  | HOC QR 1   | HOC CR 18  | 6.º  | 63     |
| 2002 | Manthey Racing | AMG Mercedes CLK-DTM 2001 | HOC QR 20 | HOC CR 12  | ZOL QR 7  | ZOL CR 12 | DON QR 16 | DON CR 7 | SAC QR 20 | SAC CR 14 | NOR QR Ret | NOR CR 10 | LAU QR 15  | LAU CR 12 | NÜR QR 14 | NÜR CR 18 | A1R QR 17 | A1R CR 12 | ZAN QR 13 | ZAN CR 16 | HOC QR 17† | HOC CR Ret | 16.º | 0      |
| 2003 | Team Rosberg   | AMG-Mercedes CLK-DTM 2002 | HOC 13    | ADR Ret    | NÜR       | LAU       | NOR       | DON      | NÜR       | A1R       | ZAN        | HOC       |            |           |           |           |           |           |           |           |            |            | 21.º | 0      |

### Porsche Supercup (desde 2002)
(Clave) (negrita indica pole position) (cursiva indica vuelta rápida)

| Año  | Equipo                  | 1      | 2       | 3      | 4     | 5     | 6       | 7       | 8       | 9       | 10      | 11    | 12     | 13     | Pos. | Puntos |
| ---- | ----------------------- | ------ | ------- | ------ | ----- | ----- | ------- | ------- | ------- | ------- | ------- | ----- | ------ | ------ | ---- | ------ |
| 2002 | Porsche AG              | ITA    | ESP     | AUT    | MON   | GER   | GBR     | GER     | HUN     | BEL Ret | ITA     | USA   | USA    |        | 15.º | 40     |
| 2003 | DeWalt Racing/PZRO-JAM  | ITA 3  | ESP 19  | AUT 7  | MON 4 | GER 8 | FRA 3   | GBR Ret | GER 3   | HUN 4   | ITA DSQ | USA 1 | USA 3  |        | 4.º  | 138    |
| 2004 | Jürgen Alzen Motorsport | ITA 9  | ESP 13  | MON 4  | GER 9 | USA 5 | USA 8   | FRA 6   | GBR 7   | GER 16  | HUN Ret | BEL 6 | ITA 4  |        | 5.º  | 117    |
| 2005 | Walter Lechner Racing   | ITA 3  | ESP 2   | MON 1  | GER 4 | USA 3 | USA Ret | FRA Ret | GBR 1   | GER Ret | HUN 1   | ITA 1 | BEL 2  |        | 2.°  | 166    |
| 2006 | Walter Lechner Racing   | BHR 5  | ITA 7   | GER 5  | ESP 7 | MON 6 | GBR 5   | USA Ret | USA 3   | FRA 3   | GER 9   | HUN 1 | ITA 3  |        | 4.º  | 144    |
| 2007 | Konrad Motorsport       | BHR 8  | BHR Ret | ESP 2  | MON 2 | FRA 7 | GBR 2   | GER 12  | HUN Ret | TUR 14  | ITA 12  | BEL 1 |        |        | 4.º  | 107    |
| 2008 | IRWIN Racing            | BHR 7  | BHR 13  | ESP 8  | TUR 9 | MON 6 | FRA 4   | GBR Ret | GER 9   | HUN 3   | ESP 7   | BEL 5 | ITA 17 |        | 4.º  | 98     |
| 2009 | SPS Automotive          | BHR 2  | BHR 4   | ESP 5  | MON 9 | TUR 7 | GBR 4   | GER 4   | HUN 11  | ESP 4   | BEL 9   | ITA 6 | UAE 7  | UAE 12 | 4.º  | 148    |
| 2010 | Konrad Motorsport       | BHR 19 | BHR 12  | ESP 2  | MON 7 | ESP 7 | GBR 3   | GER 10  | HUN 7   | BEL 24  | ITA 9   |       |        |        | 9.º  | 82     |
| 2011 | Team Bleekemolen        | TUR 9  | ESP 10  | MON 11 | NNS 7 | GBR 9 | GER 7   | HUN 15  | BEL 11  | ITA 7   | UAE 9   | UAE 9 |        |        | 10.º | 76     |